# Abeille Liberté
L'Abeille Liberté è un rimorchiatore di salvataggio con porto di partenza Cherbourg, in Francia. È una nave gemella dell'Abeille Bourbon.
La nave fu costruita presso il cantiere navale Myklebust Verft di Gursken, in Norvegia, che fa parte del gruppo Kleven Maritime. Fu consegnata nell'ottobre 2005 e  varata ufficialmente il 17 novembre 2005.
L'Abeille Liberté è di proprietà di Abeilles International, un'unità del gruppo Bourbon. L'equipaggio è composto da marinai della marina mercantile. È noleggiata dal governo francese e può essere chiamata in qualsiasi momento dal Prefetto marittimo della Manica e del Mare del Nord.

## Operazioni degne di nota
- Traino della MSC Napoli nel gennaio 2007.[1]

- Traino della nave da carico Britannica Hav al porto di Le Havre dopo che si scontrò con un peschereccio belga nel marzo 2018.[2]